# Линијски судија
Линијски судија доноси одлуке у вези са линијама на терену. Линијске судије раде на терену као део тима од једног до девет линијских судија. Сваки линијски судија је додељен једној линији или, у случају екипе са мање људи, позицији у систему. На пример, линијски судија на страни примаоца ће можда морати да покрије централну сервисну линију, а затим, након сервиса, пређе на једну од бочних линија.

## Опис занимања
Линијски судија сигнализира да се лоптица одбила ван терена тако што прави вербални позив „аут” („грешка” за сервис), праћен испруженом руком у рамену високо у правцу у којем је лопта изашла. Лопта се означава „безбедном“ или „добром“ држећи обе руке заједно до колена испред тела. Линијски судија који није у стању да изведе позив (обично зато што им играч омета поглед) сигнализира то држећи руке поред главе, при чему је горња страна окренута у истом правцу као и очи; тај позив је онда одговорност главног судије. Линијски судије су такође одговорни за доказивање грешака гажења линије током сервиса. Када се користе судије основне линије, они гледају да виде да ли сервер додирује било који део основне линије пре него што се лопта удари. Судије на централној сервисној линији су одговорне за дозивање грешака када сервер пређе преко замишљеног продужетка средишње линије. Позиви гажења линије се врше вербалним „Футфолт” позивом праћеним вертикалним испружањем руке са отвореним дланом.

## Занимање данас
Да би се смањио број особља због ограничења пандемије Ковид-19, US Open 2020. је ангажовао електронске линијске судије на већини мечева, не рачунајући оне одржане на стадионима Артур Еш и Луис Армстронг. На турниру Australian Open 2021. године, сви мечеви су користили електронске линијске судије по први пут на гренд слем турниру.